# Édouard Wattelier
Édouard Wattelier (Chaumontel, 12 de dezembro de 1876 - Chaumontel, 18 de setembro de 1957) foi um ciclista profissional da França.

## Participações no Tour de France
- Tour de France 1903: abandonou
- Tour de France 1905: abandonou
- Tour de France 1906: 7º colocado classificação geral
- Tour de France 1907: abandonou
- Tour de France 1908: 28º colocado classificação geral
- Tour de France 1909: abandonou
- Tour de France 1911: abandonou